# Лінійні кораблі типу «Кіі»
Лінійні кораблі типу «Кії» — чотири незавершені швидкі лінкори, які будувалися для Імперського флоту Японії  протягом 1920-х років. Лише два з кораблів отримали імена. Вони мали на меті зміцнити японський флот «Вісім-вісім» з восьми лінкорів і восьми лінійних крейсерів після того, як Сполучені Штати оголосили велику програму морського будівництва в 1919 році. Однак після підписання Вашингтонського морського договору в 1922 році роботи на кораблях були припинені.

## Конструкція та контекст появи

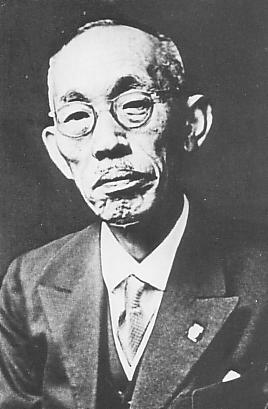
Юдзуру Хіраґа -автор проєкту лінкорів типу «Кії»

Розроблений капітаном Юдзуру Хіраґа,  тип "Кії" базувався переважно на конструкції лінійних крейсерів типу «Амаґі», які, в свою чергу, які, своєю чергою, були менш захищеним бронею  варіантом  лінійних кораблів типу «Тоса».  Єдиною основною відмінністю  між «Кії» та «Амаґі» була їх швидкість та броня —  «Кії» були дещо повільнішими, але мали більш товстий броньований пояс. Незважаючи на відповідне походження , «Кії» класифікували у Японії як "швидкі лінкори", оскільки вони вирішили відмовитись від роздіення  "лінкорів" і "лінійних крейсерів". 